# Eupoecilia sanguisorbana
Eupoecilia sanguisorbana é uma espécie de mariposa da família Tortricidae. Pode ser encontrada na China (Hebei, Heilongjiang, Mongólia Interior), Cazaquistão, Quirguistão e na maior parte da Europa.
A envergadura é de 12 a 15 milímetros. Os adultos estão de folga em junho e julho. 

As larvas se alimentam de Sanguisorba officinalis. As larvas podem ser encontradas de fevereiro a setembro.